# Бачелор (вулкан)
Вулкан Бачелор, Батчелор (англ. Mount Bachelor) — потенційно діючий стратовулкан у системі Каскадних гір штату

Орегон у США. Почав утворюватися 50 тисяч років тому, а закінчив — 11 тисяч років тому. Останнє виверження відбулося близько 9000 років тому. Гірськолижні траси було засновано 1958 року.

## Потенційна небезпека
Занесений Геологічною службою США до «помірного» рівня загрози (Бачелор не становить загрози стати діючим вулканом найближчим часом).  Він може бути частиною моногенетичного вулканічного поля, що означає, що вулкан зазнав лише одну довгу серію вивержень, перш ніж повністю припинити свою діяльність, але він може бути просто неактивним, а тому може вивергатися в майбутньому. Залишається незрозумілим, чи вулкан Бачелор просто сплячий, чи він повністю згас.
Вулканічний ланцюг Бакалавр розташований в зоні небезпеки потоків лави, яка існує в центральному штаті Орегон, і виверження з цього поля основних вулканів можуть спричинити виверження тефри та потоків лави, що простягаються на 3–9 миль (4,8–14,5 км) від вихідних отворів. У межах 1,2 милі (1,9 км) від вентиляційних отворів тефра може утворювати відкладення товщиною до 3 м, хоча вони досягають товщини лише 10 см на подальших відстанях понад 6 миль (9,7 км). Оскільки потоки лави рухаються повільно, тварини та люди можуть перехитрити їх, хоча вони дійсно становлять загрозу для потоків і річок, які вони можуть перегородити або відвести, що призведе до потенційних ризиків повеней.  Якби виверження гори Бачелор відбулося, це суттєво вплинуло б на гірськолижну індустрію вулкана, загрожуючи відвідувачам.